# Guillermo Sierra Arredondo
Guillermo Sierra Arredondo es un traumatólogo español, y fue presidente de la Organización Médica Colegial de España entre 2001 y 2005.

## Biografía
En 1970 se licenció en Medicina y Cirugía por la Universidad de Valladolid. Fue médico residente de Cirugía Ortopédica y Traumatología en el Hospital Clínico San Carlos de Madrid. Es máster en Gestión Clínica y Dirección Médica por la cátedra de Economía Aplicada de la UNED y por la Escuela Nacional de Sanidad.
Se inició como adjunto por concurso nacional en el Hospital Virgen de las Nieves de Granada. Luego fue médico adjunto en el Hospital Clínico de Salamanca. A continuación, adjunto por concurso nacional en el Hospital 12 de Octubre de Madrid. Y desde 1990 es jefe de servicio de Cirugía Ortopédica y Traumatología en el Hospital Universitario La Zarzuela de Madrid.
Fue Profesor asociado de Cirugía Ortopédica y Traumatología durante 13 años.
Entre 1985 y 1990 fue presidente de la Asociación de Médicos del Hospital 12 de Octubre, en 1986 fue Vocal de hospitales del Ilustre Colegio Oficial de Médicos de Madrid, y Presidente de la mesa de hospitales de Madrid. Y en 1987 fue el Portavoz de la Coordinadora de hospitales.
Fue Vicesecretario de la Organización Médica Colegial de España entre 1989 y 2001, y Presidente de dicha organización entre 2001 y 2005.
Ha sido responsable de asuntos profesionales en la Sociedad Matritense de Cirugía Ortopédica y Traumatología (SOMACOT), y en la Sociedad Española de Cirugía Ortopédica y Traumatología (SECOT). Desde 2001 es Vicepresidente de la Asociación Española de Derecho Sanitario.
Es vicepresidente de la Asociación Española de Derecho Sanitario, y miembro del consejo editorial de Medical Economics. Siempre preocupado por los derechos profesionales y la ética médica.

## Publicaciones
- El futuro de la salud en el escenario de la globalidad. Discurso en el Club Siglo XXI. Madrid; 14/02/2002. (enlace roto disponible en Internet Archive; véase el historial, la primera versión y la última).
- Curso de verano sobre la situación actual y perspectivas de futuro de las personas dependientes. Mesa redonda: La dependencia y los organismos oficiales y profesionales. El Escorial; 07/07/2003. (enlace roto disponible en Internet Archive; véase el historial, la primera versión y la última).
- Financiación sanitaria. El Mundo. 31/08/20005.
- Listas de espera: derechos de los pacientes. El País. 28/03/2006.
- Futuro de las Sociedades Científicas y de la Profesión. Aceptación de la Mención de Honor de la Sociedad Española de Neurología. 06/03/2007.
- Eutanasia: no confundir conceptos. Medicina General. 2007; (99):602-3. (enlace roto disponible en Internet Archive; véase el historial, la primera versión y la última).
- La verdadera carrera profesional. Diario Médico. 21/12/2007.
- Es posible mejorar nuestro Sistema Nacional de Salud. Diario Médico. 06/02/2008.
- Carta abierta al Consejero de Sanidad por el conflicto de Primaria. El País. 23/04/2008.
- ¿Habilitar antes que homologar?. La Razón. 24/02/2008.